# ぴっかり高木とR藤本
ぴっかり高木とR藤本（ぴっかりたかぎとアールふじもと）は、日本のお笑いコンビ。よしもとクリエイティブ・エージェンシー所属。旧コンビ名は「サイヤ人地球襲来!」。2007年7月結成。2008年8月25日に解散を発表。解散後は2008年10月1日から活動拠点を東京に変え、R藤本はピン芸人として、ぴっかり高木は「ぴっかり高木といしいそうたろう」というコンビで活動していたが、2019年12月に解散。両名ともピン芸人として活動している。

## プロフィール
- R藤本 （アールふじもと、1981年3月16日 - 、福岡県久留米市出身[6]）
  - サイズ：身長168cm[6]、体重60kg[6]。
  - 出身地：惑星ベジータ（フクオカケン）
  - 出身大学：関西大学
  - 趣味：スキューバダイビング[6]
  - 好きな動物：セキセイインコ
  - 好きな食べ物：ラーメン、カレー、ポテト、餅、マンゴー
  - 好きなバンド：BUMP OF CHICKEN、サンボマスター
  - 好きな漫画：ドラゴンボール、バキ、シグルイ、赤灯えれじい

- ぴっかり高木 （ぴっかりたかぎ、1973年3月6日 - 、大阪府出身[7]）
  - サイズ：身長157cm[7]、体重90kg[7]。
  - ニックネーム：ぴかりん
  - 性格：人見知り
  - 趣味：ぷよぷよ、エロサイト鑑賞
  - 好きな食べ物：パフェ（甘い物）
  - 好きな有名人：清水キョウイチ郎
  - 元プロボクサーで対戦成績は3勝6敗、当時のリングネームもぴっかり高木、その後なんばグランド花月の駐車場のアルバイトを13年間やっていた。

## 紹介・芸風
- お互いピンで活動していたが、2007年7月[4]から、ユニットとして2人で舞台に立っていた。当初は正式なコンビになるつもりはなかったが、2007年10月[4]からは、コンビでbaseよしもとのオーディションなどに参加し始めた。
- コンビの時にはそれぞれ、ドラゴンボールの登場人物であるベジータ（藤本）[8]、ナッパ（高木）[9]の物真似でネタを披露していた。
- ｢ビーッグビッグビッグビッグバンアターック｣というビックカメラとビッグバンアタックをかけた一発ギャグがあった。この他にも『ドラゴンボール 叫び声モノマネシリーズ』などがあった。
- LIVE STAND08では、フリーザの物真似をするBAN BAN BAN山本と初共演[10]。
- ニコニコ動画にて吉本興業が発信する公式チャンネル「よしよし動画」にて、これらドラゴンボールのネタが発信されていた[11][12]。また、そのニコニコ動画で、フリーザVSベジータVSナッパがアップされたこともある。他にも桜の稲垣早希が扮するアスカ、若井おさむが扮するアムロと共演をはたしている[10]。
- ドラゴンボールネタのほかに、アンパンマンのネタがある。その場合は、高木がアンパンマン、藤本がジャムおじさんとなる。しかし、ドラゴンボールキャラで人気が出てからは、滅多に登場しなくなっていた。
- 高木は、ナッパの他にクリリンでネタを披露する時があった。

## 出演番組
解散後及びピンでの出演歴についてはR藤本と、ぴっかり高木の出演の項目を参照。
- フットボールアワーVSbaseよしもと（2008年1月4日）
- おもろい若手出てきたよ！ぴっかり高木とR藤本の15分（スカパー・ヨシモトファンダンゴTV、2008年3月8日）
- やりすぎコージー（テレビ東京、2008年3月8日）
- 南パラZ!（関西テレビ、2008年3月21日）
- 世界一短いギャグ祭！お笑いメリーゴーランド（TBS、2008年3月22日）
- ジャイケルマクソン（毎日放送、コンビで出演：2008年4月23日、R藤本のみ：2009年1月7日）
- なべあちっ!（フジテレビ、2008年5月13日・6月10日・2009年3月17日（解散後2人で出演））
- 千鳥のぼっけぇTV!（GAORA、2008年5月14日）
- 水野キングダム（TOKYO MX、2008年6月10日）
- 「ネタの決戦!THE・おもしろキング」（テレビ朝日、2008年7月4日）
- マヨブラ流（よみうりテレビ、2008年7月19日）
- ミュージャック（関西テレビ、2008年8月1日、R藤本のみ）※ゲストの中川翔子に対してのVTR出演。
- R-1リターンズ2008（2008年8月24日、R藤本のみ）
- 24時間テレビ 「愛は地球を救う」（日本テレビ、2008年8月31日）

くりぃむ&スザンヌ芸能人お宝映像大放出「若手芸人ゴングショー」※コンビとしては最後のTV出演
- 有吉AKB共和国（TBSテレビ、2010年12月16日）※ゲスト出演。この番組で一回限りのコンビ再結成を果たした。

## 舞台
- baseプレステージ20[13]
- 「M-1グランプリ2007」（1回戦敗退）
- 「キング・オブ・コント2008」[1]（2回戦敗退）

R藤本のみ
- 「R-1ぐらんぷり2006」（2回戦進出）
- 「R-1ぐらんぷり2007」（2回戦進出）
- 「R-1ぐらんぷり2008」（準決勝進出）
- 大喜利ライブ「転脳児杯」（準優勝）

ぴっかり高木のみ
- 「R-1ぐらんぷり2007」(準決勝進出)
- 60秒エピソードバトル10 Cブロック

イベント
- LIVE STAND08[14]（2008年4月26日[15]、4月27日[15]、4月29日[16][15]）
- ニコニコ大会議2008冬[2]（2008年12月4日[17]）